# Pervigilium Veneris

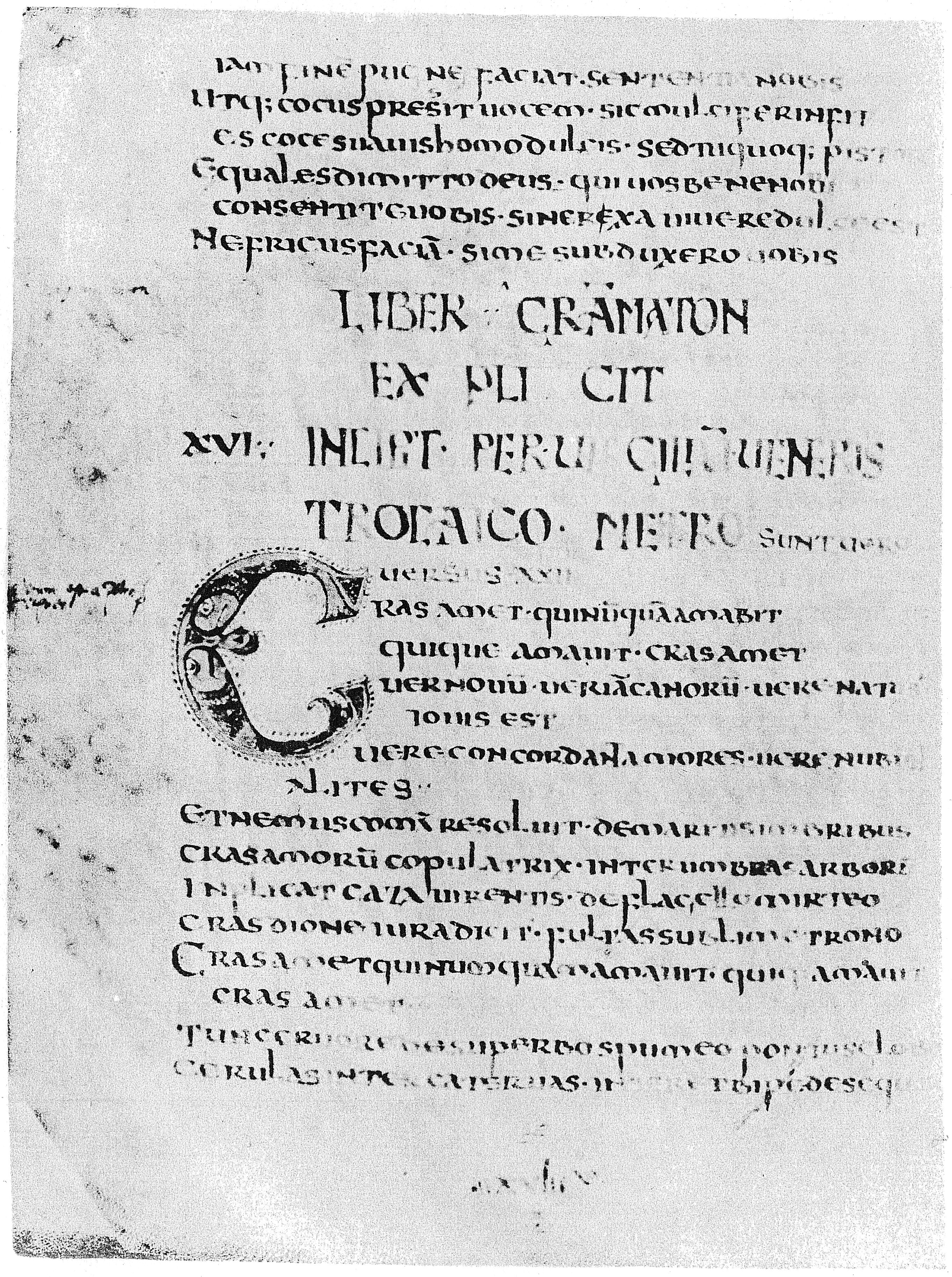
A költemény első oldala a Salmasianus kódexből

A Pervigilium Veneris („Vénusz éji ünnepe”) egy késő ókori (3–5. század) latin nyelvű költemény.
A nem ismert szerzőjű alkotás egy boldogtalan szerelmes epedését mutatja be, aki Venus római istennő tavaszi ünnepén kiönti szíve keserűségét. A természet csöndjét, a madarak mámorító énekét mind az örök és teremtő szerelemre vonatkoztatja, amelyben mindenki részesül – őt kivéve. Refrénként hangzik újra meg újra a költeményben előbb intelem, majd vágy, végül reménység szavaként: „Cras amet qui numquam amavit, quique amavit cras amet”. A költemény sok helyen megrontott alakjából kivihető, hogy tárgya igazi költőhöz méltó; a szerző valódi tehetséggel, mély érzéssel, és a nyelv kellő erejével és dallamosságával vált méltóvá szép tárgyára.